# Psychiatrische Dienste Aargau
Die Psychiatrischen Dienste Aargau AG (PDAG) sind eine öffentlich-rechtliche Institution des Kantons Aargau zur Behandlung von Menschen aller Altersgruppen, die von einer psychischen Erkrankung betroffen sind. Die PDAG gewährleisten die psychiatrische Behandlung und Betreuung mit Notfalldienst und Krisenintervention für die Kantonsbevölkerung.

## Beschreibung
Im Auftrag des Kantons behandeln die PDAG psychische Erkrankungen und bilden als Akademisches Lehrspital der Universität Zürich Ärzte und Pflegekräfte aus. Seit 2004 sind die PDAG eine Aktiengesellschaft im Eigentum des Kantons Aargau. Zudem betreiben die Psychiatrischen Dienste Aargau (PDAG) medizinische und pflegerische Forschung. Insgesamt sind in den PDAG über 1'700 Mitarbeitende in über 50 Berufen angestellt.

## Standorte
Die Kliniken, die zu den Psychiatrischen Diensten Aargau (PDAG) gehören, verteilen sich auf die Standorte Rheinfelden, Brugg, Windisch, Baden, Aarau/Unterentfelden, Lenzburg, Wohlen, Zofingen und Zürich.

## Geschichte

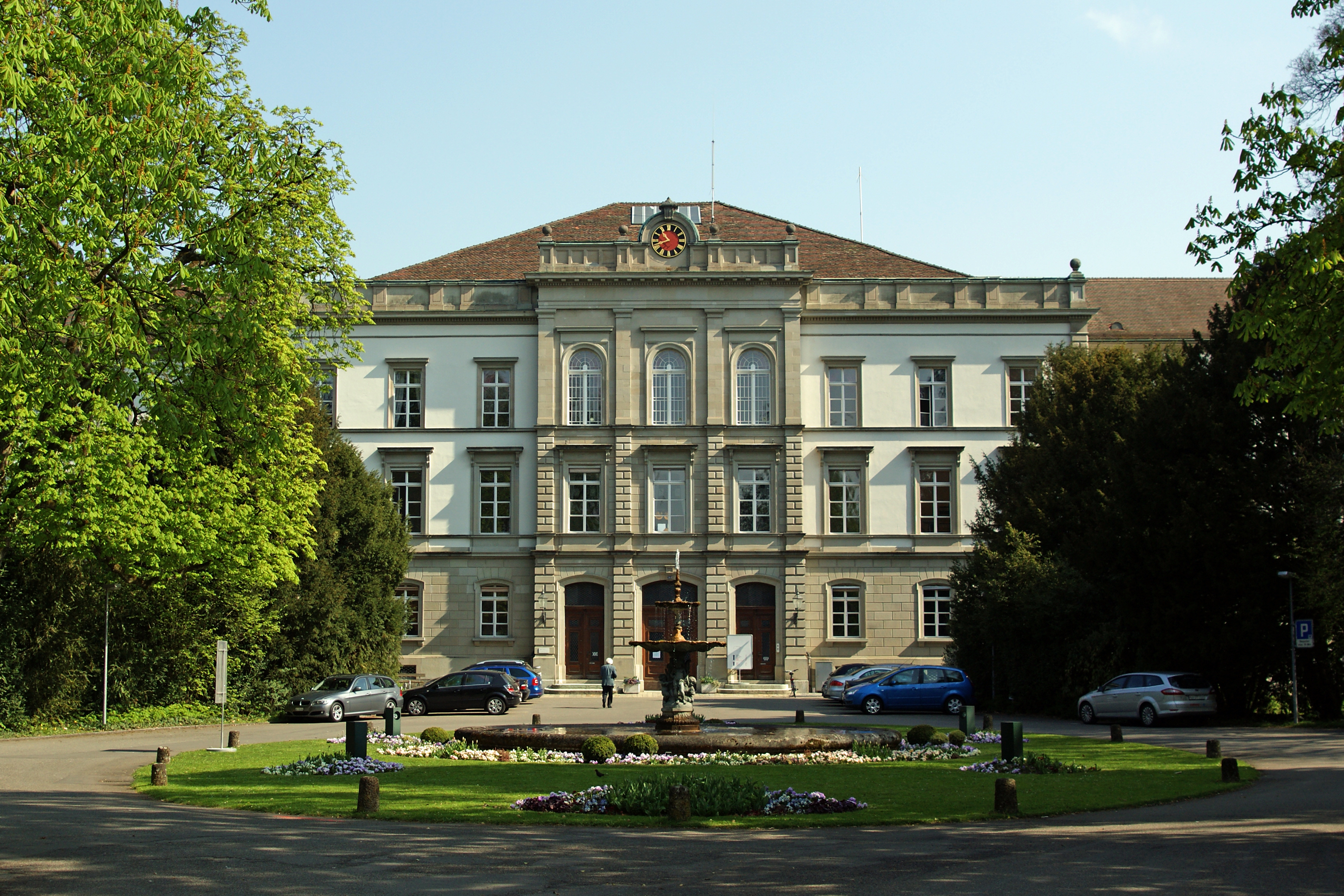
Hauptgebäude der Psychiatrischen Klinik Königsfelden in Windisch bei Brugg

### Entstehung und Weiterentwicklung der Heil- und Pflegeanstalt Königsfelden
1803 betrieb der Kanton Aargau in den Klostergebäuden eine kantonale Armen-, Kranken-, Tollen- und Hebammenanstalt. Königsfelden war von 1803 bis 1887 ein Kantonsspital. Am 21. Januar 1868 fingen die Bauarbeiten für die Heil- und Pflegeanstalt Königsfelden an. Der Kanton Aargau eröffnete am 1. Oktober 1872 im ehemaligen Kantonsspital auf dem Klostergelände Königsfelden eine psychiatrische Heil- und Pflegeanstalt. Die Heil- und Pflegeanstalt bot 250 Patienten Unterkunft. Die Patientenzahl nahm ständig zu, daher wurde im Jahre 1895, auf beiden Seiten des Hauptgebäudes, eine Zellenabteilung angebaut. Bis zu 1000 Patienten wurden in den Jahren des Ersten Weltkriegs in Königsfelden untergebracht. Im Jahr 1929 konnten die ersten Diplomprüfungen absolviert werden. Im Jahr 1933 begannen die öffentlichen Sprechstunden für psychisch kranke Kinder in der Heil- und Pflegeanstalt Königsfelden.
Die Heil- und Pflegeanstalt Königsfelden nannte man ab 1965 «Psychiatrische Klinik Königsfelden». Die Kinder- und Jugendpsychiatrischen Dienste wurden durch Dr. Grollimund-Kostron im Jahre 1974 gegründet und auch die Konsiliar- und Liaisonpsychiatrie an der Kinderklinik des Kantonsspitals in Aarau wurden gegründet. Das Ambulatorium in Baden wurde im Jahr 1977 eröffnet und das Ambulatorium Wohlen und Rheinfelden wurde vier Jahre später eröffnet. Im Jahr 1993 wurde eine Drogenentzugsstation in Königsfelden eingerichtet, die erste ihrer Art im Kanton Aargau.

### Formierung der Psychiatrischen Dienste Aargau
1995 trennte man die stationären und ambulanten Angebote in der Erwachsenenpsychiatrie mit Einführung von neuen Bezeichnungen: Psychiatrische Dienste Aargau, Interner Psychiatrischer Dienst und Externer Psychiatrischer Dienst. Ebenfalls in diesem Jahr integrierte man die Kinder- und Jugendpsychiatrischen Dienste in den Psychiatrischen Dienst des Kantons Aargau. Die Eröffnung des EPD-Stützpunktes in Aarau fand ebenso im Jahr 1995 statt. Ein Jahr darauf folgten die Eröffnung der EPD-Stützpunkte in Frick und Wohlen und die Eröffnung des Wohn- und Beschäftigungsheims Sternbild für geistig behinderte Menschen.
Die Eröffnung der Heroinabgabestelle im Personalhaus fand im Jahr 2000 statt. Im Jahr 2004 wurde die PDAG eine Aktiengesellschaft mit einem Verwaltungsrat und CEO. Ein Jahr darauf folgte die Eröffnung der Memory Clinic Windisch. Die Eröffnung des Begegnungszentrum war im Jahre 2006. Die PDAG eröffnet das Psychiatriemuseum namens Geschichte mit einer Vernissage im Jahr 2009. Die Psychiatrische Klinik Königsfelden betreibt eine forensische Station für Straftäter mit stationärer Therapie im Jahre 2010.

### Die Psychiatrischen Dienste Aargau als modernes Unternehmen
Als eine der grössten Psychiatrien der Schweiz engagieren sich die Psychiatrischen Dienste Aargau AG (PDAG) auch im Bereich der Ausbildung von angehenden Ärztinnen und Ärzten. Die PDAG sind seit 2011 als Lehrspital der Medizinischen Fakultät der Universität Zürich anerkannt. Der Leiter und Chefarzt der Klinik für Psychiatrie und Psychotherapie, Marc Walter, ist zugleich Titularprofessor für Psychiatrie und Psychotherapie. Im Jahr 2012 fanden die Eröffnungen der zweiten Memory Clinic in Aarau, der zweiten forensische Station und des forensischen Ambulatoriums und der neuen Tagesklinik für Kinder und Jugendliche in Königsfelden statt. Die Eröffnung des Kriseninterventions- und Triagezentrums folgte im Jahr 2013. Die Eröffnung des Neuropsychiatrischen Konsiliardienstes in Aarau und die Eröffnung des Zentrums für stationäre forensische Therapie waren im Jahr 2014. Die Eröffnung der Klinik für Kinder und Jugendliche mit Integration der Kinder- und Jugendstation Rüfenach folgte 2016.

## Struktur
Die Psychiatrischen Dienste Aargau bestehen aus den folgenden vier Kliniken und Direktionen:
- Psychiatrie und Psychotherapie
- Konsiliar-, Alters- und Neuropsychiatrie
- Forensische Psychiatrie
- Kinder- und Jugendpsychiatrie und Psychotherapie

### Psychiatrie und Psychotherapie
Die Klinik für Psychiatrie und Psychotherapie der PDAG umfasst:

#### Zentrum für Psychiatrie und Psychotherapie stationär
- Stationäres Angebot
- Tagesklinisches Angebot
- Ambulantes Angebot

Das Zentrum Psychiatrie und Psychotherapie stationär ist für die stationäre Behandlung von Erwachsenen bis zum 65. Lebensjahr zuständig. Die häufigsten psychischen Erkrankungen sind affektive Störungen wie Depressionen und Schizophrenien. Im Rahmen der stationären Grundversorgung und Akutbehandlung gibt es verschiedene Spezialangebote, wie z. B. stationäre Psychotherapie, Mutter-Kind-Hospitalisationen und Rehabilitation.

#### Zentrum für Psychiatrie und Psychotherapie ambulant
- Ambulatorien in den Sektoren Aarau, Baden, Fricktal und Freiamt
- Tageskliniken in den Sektoren Aarau und Baden sowie Königsfelden
- Tageszentren in den Sektoren Aarau, Baden, Fricktal und Freiamt
- Arbeitscoach

In den Sprechstunden führen Spezialisten ambulante Abklärungen bei Verdacht auf psychotische Störungen durch. Die Behandlungen der Patienten werden ambulant durch Psychiater, Psychologen, Pflegefachpersonen und Sozialarbeitende durchgeführt. Grundlage der Behandlungen sind Gespräche, falls notwendig unterstützt durch Medikamente.

### Konsiliar-, Alters- und Neuropsychiatrie

#### Zentrum für Alters- und Neuropsychiatrie
- Akutstationärer Bereich mit 63 Betten verteilt auf 3 spezialisierte Stationen
- Memory Clinic mit Standorten in Aarau, Königsfelden und Baden
- Neuropsychiatrischer Konsiliardienst für Menschen mit geistiger Behinderung
- Psychiatrisch-psychosomatischer Konsiliardienst für Akutspitäler
- Gerontopsychiatrischer Konsiliardienst für Pflegeheime
- Fachtherapien und Sozialdienst

Für die stationäre, ambulante und konsiliarische Versorgung der aargauischen Bevölkerung, ist die Klinik für Konsiliar-, Alters- und Neuropsychiatrie zuständig. Hier werden Senioren mit psychischen Erkrankungen sowie Menschen mit kognitiven Beeinträchtigungen behandelt und betreut.

### Forensische Psychiatrie
Die Klinik für Forensische Psychiatrie ist ein Teilgebiet der Psychiatrie, dass sich mit der Begutachtung, der Behandlung und mit der Unterbringung von psychisch kranken Straftätern befasst und in der wissenschaftliche und klinische Erkenntnisse auf rechtliche Fragestellungen angewendet werden. Sie umfasst psychiatrische Forschung, Klinik und Lehre im Kontext von Strafrecht, Straf- und Massnahmenvollzug, Zivilrecht und Versicherungsrecht. Im engeren Sinn befasst sich die forensische Psychiatrie mit Fragen, die von Gerichten und Behörden im Gebiet der Psychiatrie gestellt werden.

#### Zentrum für Forensische Psychiatrie stationär
- Stationäre strafrechtliche Massnahmen
- Forensische Kriseninterventionen

#### Zentrum für Forensische Psychiatrie ambulant
- Forensisches Ambulatorium
- Gefängnispsychiatrie
- Forensische Konsiliar- und Liaisonpsychiatrie[17]

### Kinder- und Jugendpsychiatrie
Die Kinder- und Jugendpsychiatrie und Psychotherapie beschäftigt sich mit der Diagnostik und Behandlung von psychischen Störungen und Erkrankungen, die in der Kindheit oder in der Pubertät auftreten. Heute ist die Kinder- und Jugendpsychiatrie ein eigenständiges Fachgebiet, hat sich aber ursprünglich aus der Psychiatrie entwickelt.

#### Ambulante Behandlung
- Zentrale Anmeldung für Kinder und Jugendliche
- Ambulatorien in den Regionen Aarau, Baden, Fricktal und Freiamt
- Sprechstunde für Säuglinge und Kleinkinder

#### Stationäre Behandlung
- Tagesklinisches Angebot
- Stationäres Angebot

#### Konsiliar- und Liaisondienst
- Kantonsspitäler Aarau, Baden
- Autismusberatung
- Schwerhörigen Schule Landenhof, Unterentfelden
- Fachstelle Kinder- und Jugendforensik